# Елейн Траканд
Елейн Траканд (Elayne Trakand) е една от главните героини в поредицата на Робърт Джордан „Колелото на времето“. Тя е най-малкото дете на кралицата на Андор. Като единствена дъщеря, тя е наследница на Андор и впоследствие става и кралица. Върховен трон на дома Траканд. Айез Седай от Зелената аджа. Издигната е, без да полага Трите клетви пред клетвената палка. Притежава умението да обработва тер-ангреали.
Влюбена е в Ранд ал-Тор и носи децата му. Мин вижда, че ще се родят здрави.
Обвързва първия си стражник (по-точно стражничка) още като посветена, когато трябва да спаси Бригит Сребролъката от иначе сигурна смърт.

## Първа среща с Ранд
Елейн е щерка-наследница (престолонаследница) на Андор. За първи път се среща с Ранд ал Тор в средата на първа книга. Ранд се настанява на стената, за да види Логаин и между Дракона и Лъже- Дракона припламва сила, случва се изкривяване на Шарката на съдбата и Ранд припада....буквално в краката на Елейн и братята ѝ Гавин и Галад. Ранд е арестуван и Елайда иска да го "разпита", но успява да се отърве. От кратката им среща Елейн веднага се влюбва в него

## Тар Валон
В книга втора Елейн пристига да се обучава за новачка в Тар Валон, малко след като Ранд го напуска. Тя още не знае, че той е Преродения дракон, но всички го наричат "лорд Ранд", а и тя е вече влюбена в него. С Егвийн и Нинив образуват женско трио, по подобие на мъжкото -Ранд, Мат, Перин. Тъй като Елайда знае частично едно пророчество, че щерката-наследница Андор ще има решаващо значение в последната битка, Елайда е решила да  превърне Елейн в червена, за да се изтика до Амирлинския трон.  Тя се е "прилепила" към кралица Мургейз, но бързо става ясно, че тя има само трошица от силата и  че пророчеството се отнася до Елейн. Всъщност пълното пророчество е произнесено от Мин Фаршоу "щерката наследница на Андор ще има деца от Преродения дракон".  Междувременно Черната Айез Сейдай, Лиандрин се договоря с пълководеца на Сеанчан - Сурот. Тя е решила да им предаде Егвийн, Нинив и внезапно присъединилата се Мин, а се опитва да хване Елейн. Елейн и  Нинив успяват да избягат, а по-късно с помощта на Бейл Домон и Еагенин освобождават Егвийн при Фалме, точно когато Ранд провежда битката си с Баал Замон, Мат надува Рога на Валийр, а Перин развява знамето.

## Завръщане в Тар Валон. Първа мисия
Героините се завръщат в Тар Валон. Сюан (Амирлин) е много притеснена и решава да ги изпрати - Егвийн, Нинив, Елейн - на разузнавателна мисия. Те имат предимството, че не са пълноправни Айез Сейдай,  а само Посветени и могат да лъжат.  Сюан Санче ги изпраща трите заедно, за да имат шанс. Тя има дава специални пълномощия - по заповед на Амирлин заповедите на приносителя, трябва да се изпълняват. Елейн иска да изпрати вест до майка си, да не се безпокои. в това време Мат е държан като опитно свинче от Амирлин и не му позволяват да напусне Тар Валон. Елей дава на Мат пълномощието, за да избяга, с условието че ще занесе вест на майка ѝ (повече по въпроса - Матрим Каутон (смърт и възраждане)). Междувременно Ланфеар иска да запази Преродения дракон за свой любовник и тъй като знае че той изпитва чувства към Егвийн и Елейн урежда Черната аджа да ги плени, че и Нинив барбар с тях. Плановете ѝ съвпадат с тези на Рахвин, които не иска децата на кралица Мургейз да са живи и да му се пречкат. Уви, Мат влиза в Тирския камък и спасява Елейн, Егвийн и Нинив

## Сред Айлците
В четвърта книга Елейн, Егвийн и Нинив разпитват пленените Черни сестри. Те обаче са убити от други агенти на Тъмния. Елейн признава на Ранд, че го обича, а Егвийн  отстъпва от чувствата си към Ранд и се стреми да го насочи към Елейн. Моарейн изпраща Елейн и Нинив за Тачнико и Том Мерлин - с тях (под претекст да ги пази, а всъщност да го отдели от Ранд). Егвийн решава да се учи сред айлците, за да овладее способностите си на сънебродница. Елейн открива, че Том Мерлин е бил любовник на майка ѝ. Тя е увлечена по Том. В Танчико, Нинив и Елейн  отвличат панархеса Аматера от Черната Аджа с надеждата да я върнат на трона, но плановете им се провалят. Те откриват че Еагенин е сеанчанка, но решават да ѝ се доверят. Впоследствие откриват мъжки ай-дам, а Еагенин обещдава да го унищожи. В края на пета книга Елейн и Нинив са принудени да бягат, заедно с Том и Джолийн и да оставят Аматера на съдбата ѝ

## Запознанство с Биргит Сребролъката
В книга пета  Елейн и Нинив бягат в Амадиция. Там са заловени от агентки на Елайда, но спасяват в последния момент.  В Света на сънищата двете попадат на Биргит Сребролъката. Тя се опитва да спаси Нинив от Отстъпничката, Могедиен и едва не бива убита. В резултат Елейн я превръща в свой Стражник, за да я спаси. Нещо необичайно, но не и нередно. (да имаш Стражник жена). Впоследствие те двете отиват в Геалдан. Там, Елейн заедно с Нинив попадат на Галад Дамодред- доведеният брат на Елейн. Той е станал Чедо на светлината (Бял плащ) и то командир. Мотивът му е дълбокото разочарование, че Айез Сейдай забъркват Елейн в игричките си и трябва да стане обратното на Айез Сейдай. Тъй като не върви да е Мраколюбец, става Бял плащ. Галад обещава на Нинив да намери кораб и да прати нея и Елейн в Андор. Бедата е, че в този момент другата фракция която контролира града е на Пророка, Масема. Нинив необмислено иска от него същото - кораб, а корабът е един. Галад започва гражданска война, натоварва Елейн и Нинив на кораба и продължава сражението. Елейн обаче не мисли да се връща в Андор  -не още.

## Сред бунтовничките в Кайрен
В книга шеста Елейн и Нинив попадат сред бунтовничките  Айез Сейдай в Кайрен. Елейн рабира от Мин, че ще дели Ранд с още две жени и едната е самата Мин. Егвийн е избрана за Амирлински трон на сепаратистите. Елейн открива способността си да обработва тер-ангреали, а впоследствие вест за важен тер-ангреал - Купата на ветровете в Тарабон. Чрез него може да се влияе на времето. Докато се чудят как да заминат натам, пристига Мат с Бандата на червената на ръка и поръчение от Ранд да върне Елейн на трона на Андор. Елейн използва Мат, и заедно с десетина негови наемници,  а освен това придружено от Том Мерлин и Джуйлин,  Нинив и Биргит тя отива в Тарабон.

## В Тарабон
В книга седма Елейн започна да опознава по-добре Мат и оценява и положителните му страни. Елейн и Нинив не могат да намерят Купата на ветровете, но разбират, че тя е някъде в Двореца. Мат става любовник на кралица Тилин, въпреки че на него никак не ме допада да е мъж под чехъл. Елейн се запознава с Родственичките -жени провалили се на Изпитанието за Айез Сейдай, които обаче са възстановили умението си да преливат. Родственичките искат да задържат Елейн и Нинив и не им вярват, че са Айез Седай. В този миг пристига известие, кралица Мургейз е жива и в Амадиция. Известието е истинно, но Елейн, която се е примирала със смъртта на майка си го взима за подигравка и успява да прелее, въпреки че е заслонена. Родственичките ѝ отдават нужната почит. Мат намира Купата на ветровете и я предава на Елейн, но точно в този момент пристигат сеанчанците. В града настава пълен хаос, Елейн и Нинив бягат. Мат Умира, но точно в този момент Ранд има битка с Отстъпника Рахвин, засичат се с белфира и реалността на времето се ппроменя - Мат не е умирал.

## Пътуване към Кемлин
В книга осма Елейн, Нинив и Биргит се присъединяват към пътуващо позорище (циркова трупа), за стигнат до Андор и оттам- до Кемлин. За да си изхранват прехраната Нинив започва да пере дрехи, а Биргит показва майсторска стрелба. Впоследствие Елейн измисля номер, при който използва наученото в Тар Валон и се представя успешно като еквилибиристка (въжеиграчка). С немалко премеждия трите стигат да Кемлин, столицата на Андор, където Елейн започва борба за наследството.

## Война за наследството
След предполагаемата смърт на Мургейз Траканд, Елейн подхваща война за да защити правото да седне на трона на майка си. Основен конкурент е Елориен, която някога е била съперничка и на майка ѝ, а после я е последвала. Докато е под Принудата на Рахвин, Мургейз проявява жестокост към мнозина бивши съюзници и сега те са обидени.  Елейн води гражданска война в книга осма-единадесета, но накрая успява  - не без голяма доза късмет - да получи призанието на единадесет благороднически дома и става законна кралица. Докато трае войната Елейн прави своята Стражничка - Биргит Сребролъката - капитан на гвардията си. Чест, която по традиция би следвало се пада на брат ѝ, Гавин.
Мнозина не вярват, че Биргит наистина е една от Стоте егаири, но тя многократно спасява Елейн и доказва, че изборът ѝ за капитан на Гвардията не е случаен. Междувременно Елейн се среща с Ранд и забременява от него. Мин предсказва, че тя ще роди близнаци и те ще се родят здрави.

## Договор с Мат
Мат се появява с гръм и трясък. Той идва при Елейн с молба тя да спонсорира създаването на артилерия. Тя иска да има контрол  над артилерията, но Мат иска същото, предвид, че идва с чертежите на Алудра, който е извоювал с усилия. Мат и Елейн си поделят ползването на артилерията,  с условието че Елейн няма право да дава или продава чертежите на Алудра на другиго.  Двамата се разбират, че Бандата  на Червената ръка сключва договор с Елейн и тя ще ги спонсорира. Ако Мат обаче напусне тя си запазва правото да задържи една четвърт от Бандата. Освен това  в такъв случай получава едномесечно предизвестие. Мат изкопчва обещание от  Елейн да избира в кои битки да се участва и в кои - не (подсъзнателно той се досеща, че Елейн може да изпрати войници срещу Две реки - родното му място - за да овладее сепаратизма на Перин). Мат дава на Елейн своя лисичи тер-ангреал за три дни, а тя му обещава да го копира и да му го върне.

## Атентати срещу Елейн
Въпреки че става крлица Елейн продължава да се държи безкрайно неразумно и да излиза без охрана. Черната Аджа изпълнява два атентата срещу нея, първият осуетен от Биргит, вторият - от Биргит и Мат. Тъй като по времето на втория атентат тя е в напреднала бременност тя решава да промени поведението си и да стане по-предпазлива. Междувремено Черната Аджа открадва едно от трите копия на тер-ангреала на Мат. Елейн връща оригинала на Мат, но се чуди за какво им е Черните аджи копието?

## Последната битка
Елейн присъства на Събора на владетелите, свикан от Ранд и Егвийн. Моарейн се повявява в точния момент, за да предодврати световна война. Взима се решение Ранд да счупи печатите и да се срази с Тъмния, както и да изкове мир между народите, включително със сеанчанците. За политически водач на Обединената армия на доброто е избрана Елейн, с помощници Башийр, Лан, Агелмар, Гарет Брин.След като Грендал налага принуда над умовете на капитаните командването получава Мат, а Елейн води битката за Андор, активно подпомагана от Бандата на червената ръка. В критичния момент тя е нападната от мраколюбец, който носи копието на тер-ангреала на Мат и не ѝ дава да прелее, а Биргит е убита. Той иска да изчака децата ѝ да се родят насред бойното поле, да ги предаде на Тъмния, а нея да изнасили. В този момент Олвер изсвирва с Рога на Валийр, Биргит възкръсва, спасява Елейн и тя се впуска в стремителна атака.